# 巴尔帕尔马斯
巴尔帕尔马斯（西班牙語：Valpalmas），是西班牙阿拉贡自治区萨拉戈萨省的一个市镇。总面积40平方公里，总人口176人（2001年），人口密度4人/平方公里。